# アイスホッケーチェコ代表
アイスホッケーチェコ代表（アイスホッケーチェコだいひょう、英語: Czech Republic men's national ice hockey team）は、オリンピックを始めとする国際大会に出場するチェコアイスホッケー協会によるチェコのナショナルチームである。

## オリンピックの成績
- 金メダル：1

1998
- 銅メダル：1

2006

## 世界選手権の成績
- 優勝：5

1996, 1999, 2000, 2001, 2005, 2010